# Catocala desponsa
Catocala desponsa är en fjärilsart som beskrevs av Schultz 1906. Catocala desponsa ingår i släktet Catocala och familjen nattflyn. Inga underarter finns listade i Catalogue of Life.